# Cornelis Cort
Cornelis Cort (Hoorn, 1533 – Rome, 17 maart 1578) was een Nederlands graveur en tekenaar. Tijdens zijn periode in Italië stond hij ook bekend als Cornelio Fiammingo.

## Biografie

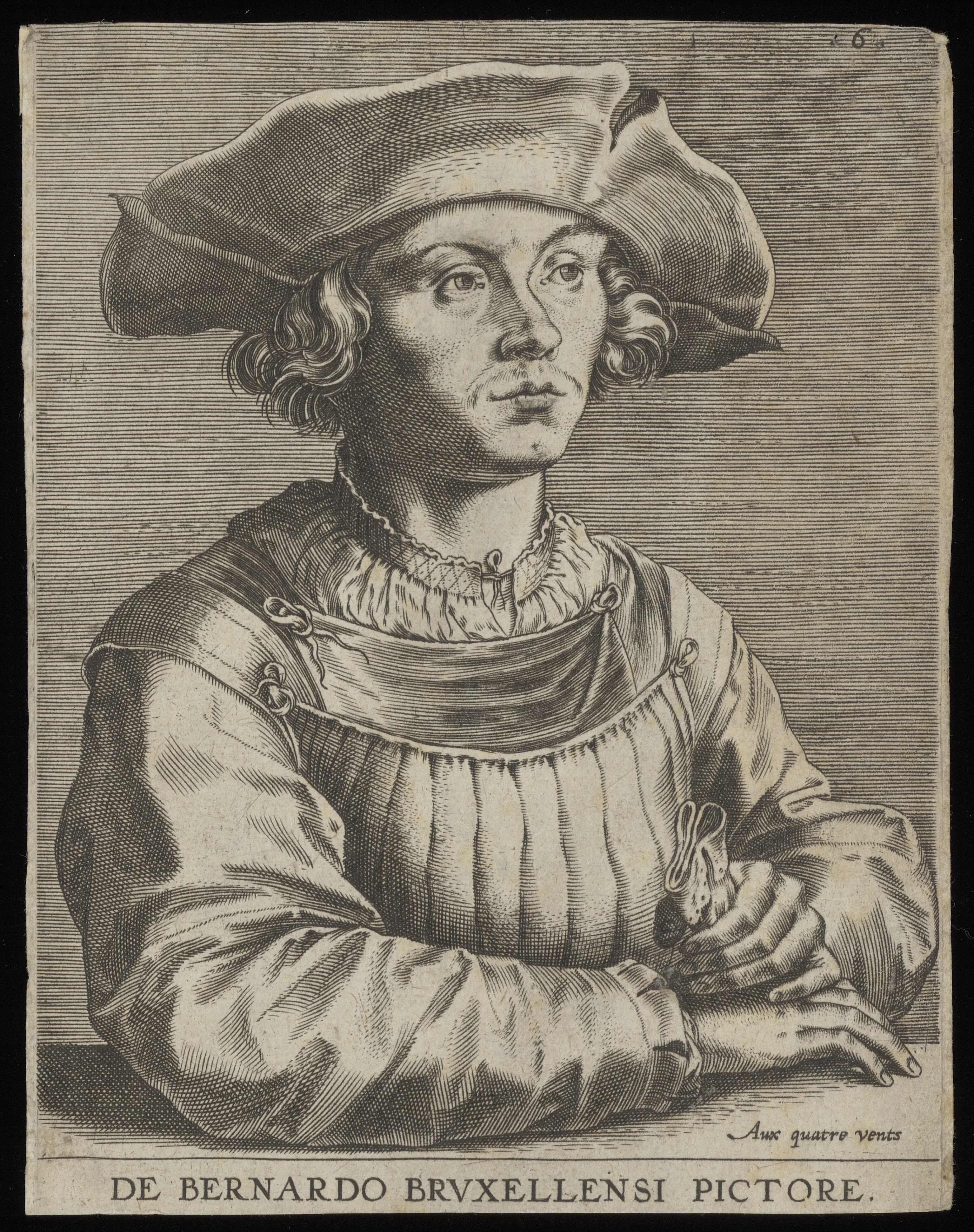
Print van een portret van Bernard van Orley. Gemaakt in de zestiende eeuw door Cornelis Cort.

Cort was waarschijnlijk een leerling van de Haarlemmer Dirck Volkertsz. Coornhert in de jaren 50 van de 16e eeuw.. Zijn eerste bekende gravures werden rond 1553 gedrukt in Antwerpen, hoewel wordt vermoed dat hij in het noorden van de Nederlanden bleef werken.. De uitgever hiervan was Hieronymus Cock, die ook lesgaf aan Cort. Een brief uit 1567 van Dominicus Lampsonius aan de kunstenaar Titiaan maakt zelfs melding van Cock als zijn leermeester. Corts naam werd pas op de gravures die hij onder Cocks leiding maakte gezet nadat hij diens atelier verliet.
Cort verhuisde naar Venetië en woonde van 1565 tot 1566 in het huis van Titiaan, waar hij gravures maakte op basis van enkele van diens werken, waaronder Hiëronymus in de Woestijn, de Magdalena, Prometheus, Diana en Actaeon en Diana en Callisto. Vanuit Italië maakte hij een voettocht terug naar de Nederlanden, maar keerde in 1567 weer terug in Venetië, waarna hij doorging naar Bologna en Rome. Daar kopieerde hij werken van enkele van de belangrijkste schilders uit die tijd, onder wie Raphael, Titiaan, Polidoro da Caravaggio, Baroccio, Giulio Clovio en Muziano. Voor zijn Italiaanse periode maakte hij al koperen versies van schilderijen van Michael Coxcie, Frans Floris, Maarten van Heemskerck, Gillis Mostaert, Bartholomeus Spranger en Stradanus.
In Rome richtte Cort een school op, waar onder meer Agostino Carracci de kunst leerde. Tussen 1569 en 1571 reisde hij meerdere malen af naar Florence, waar hij waarschijnlijk voor de familie Medici werkte. Vervolgens keerde hij terug naar Titiaan in Venetië. Het laatste jaar voor zijn dood leefde hij in Rome, waar hij stierf. Hij zou tijdens zijn leven meer dan 150 gravures hebben gemaakt.

## Galerij

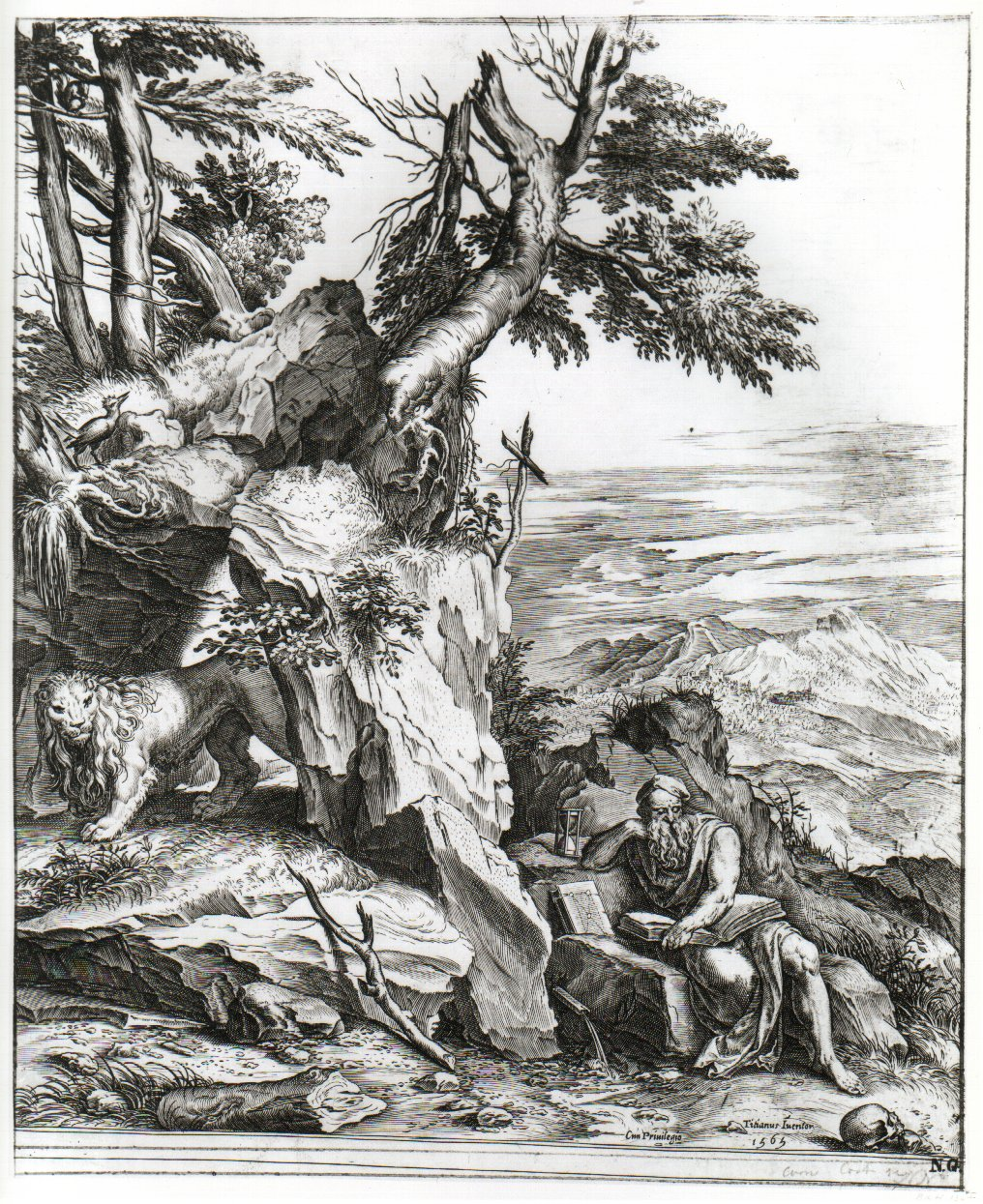
Gravure van Cornelis Cort (1565)
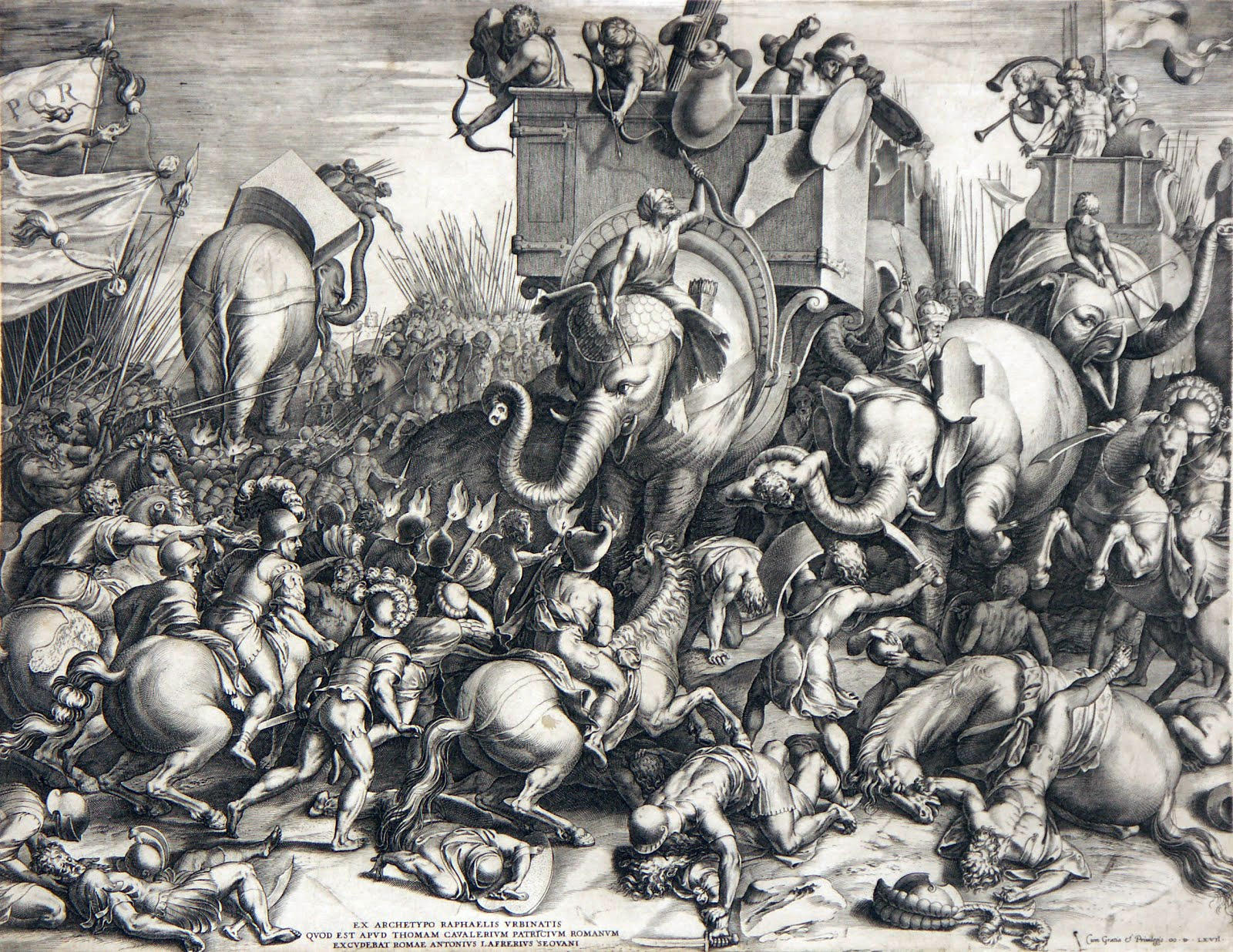
De slag bij Zama van Cort uit 1567

- Auckland Art Gallery Toi o Tāmaki: 2226
- Art Gallery of South Australia: 5486
- Biblioteca Nacional de España: XX895373
- Bibliothèque nationale de France: cb121728989 (data)
- Biografisch Portaal: 77916195
- Catàleg d'autoritats de noms i títols de Catalunya: 981060403622106706
- Digitale Bibliotheek voor de Nederlandse Letteren: cort011
- Gemeinsame Normdatei: 119206064
- International Standard Name Identifier: 0000 0000 8120 3387
- KulturNav: a15fe262-b665-4c4f-ba34-1e4d5d854228
- Library of Congress Control Number: nr95000677
- National Gallery of Victoria: 5504
- Nationale Bibliotheek van Tsjechië: xx0217878
- Nationale Bibliotheek van Israël: 987007441520605171
- Nationale Bibliotheek van Polen: a0000002753709
- Nederlandse Thesaurus van Auteursnamen: 072030348
- RKD-Nederlands Instituut voor Kunstgeschiedenis: 18505
- Système universitaire de documentation: 030278856
- Museum of New Zealand Te Papa Tongarewa: 33542
- Union List of Artist Names: 500011556
- Virtual International Authority File: 41881774
- WorldCat: E39PBJjxqpmxTjvHgQHgYgv4MP